# Gauliga (Fußball)
Gauliga (von 1939 bis 1942 Sportbereichsklasse) war der Name der höchsten Spielklasse des deutschen Fußballs von 1933 bis 1945. Mit ihr wurde nach der NS-Machtübernahme zum ersten Mal eine einheitliche oberste Spielklasse im Deutschen Reich eingeführt. Die Gauligen traten an die Stelle verschiedener Regionalmeisterschaften, die nun nicht mehr ausgetragen wurden.

## Geschichte
Der Begriff Gau zur Bezeichnung des Gebietes einer Fußballliga wurde in einigen Regionalverbänden, besonders in der Ligastruktur des Verbandes Mitteldeutscher Ballspiel-Vereine, schon vor 1933 verwendet. Der Name „Gauliga“ entsprach den 1933 gebildeten 16 Sportgauen. Er wurde im Laufe der Saison 1939/40 wieder abgeschafft und durch „Sportbereichsklasse“ ersetzt. Das geschah vor dem Hintergrund, dass der Reichsbund für Leibesübungen seit 1938 als NSRL der Partei unterstellt war und die Gebietsgrenzen etlicher Sportgaue nicht denen der Parteigaue entsprachen.
Im Spieljahr 1931/32 bestanden im Deutschen Reich noch 55 regionale Ligen unter verschiedenen Namen – wie z. B. Bezirksliga und Gauliga – mit Erstligastatus. Im Jahre 1932 forderte der Präsident des DFB, Felix Linnemann, die Einführung einer „Reichsliga“, in der die besten Vereine den Deutschen Meister ausspielen sollten. Auf dem DFB-Bundestag am 16. Oktober 1932 wurden entsprechende Pläne vorgelegt und im Prinzip beschlossen; zu einer genauen Regelung, die im Frühjahr 1933 getroffen werden sollte, kam es wegen der Machtübernahme der Nationalsozialisten allerdings nicht mehr.
Ab 1933 wurde die Fußballmeisterschaft dennoch grundlegend neu organisiert. Mit Beginn des Spieljahres 1933/34 stellten 16 Gauligen die höchste Leistungsstufe im deutschen Fußball dar.

## Ligastruktur
Die Sieger der einzelnen Gauligen ermittelten in einer Endrunde den deutschen Meister. Dazu wurden sie zunächst in vier Gruppen zu vier Mannschaften eingeteilt, die jeweils in Hin- und Rückspiel gegeneinander antraten. Die Erstplatzierten bestritten anschließend auf neutralen Plätzen die Halbfinals und das Endspiel, ab 1936 auch ein Spiel um den dritten Platz. Im Verlauf des Zweiten Weltkrieges wurde der Modus angepasst.
Die ursprünglichen Fußballgaue waren (in Klammern die ungefähre Anzahl der Fußballvereine im Gau im Jahr 1933/und 1937)

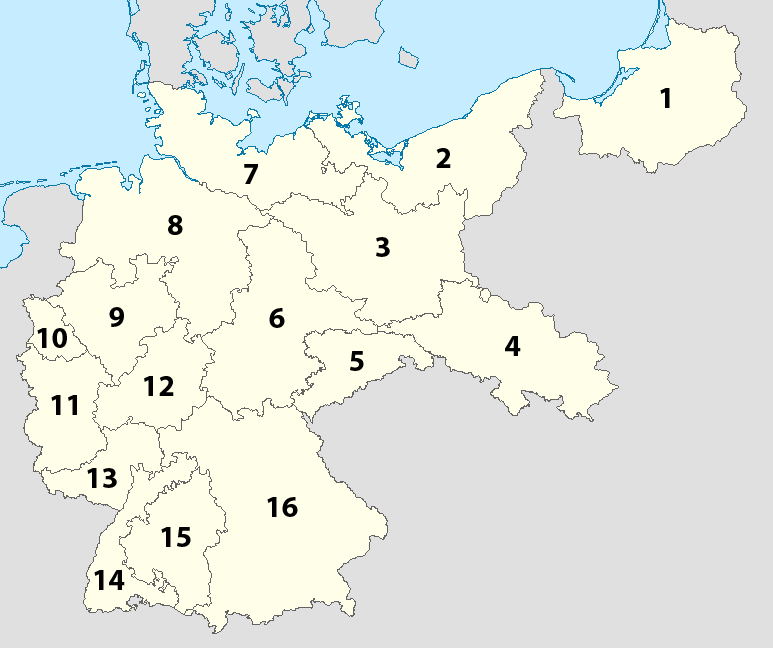
Die Gau-Einteilung 1933

1. Ostpreußen (200/250), unterteilt in zwei Staffeln
2. Pommern (400/426), unterteilt in zwei Staffeln
3. Berlin-Brandenburg (700/699)
4. Schlesien (450/464)
5. Sachsen (700/602)
6. Mitte (950/985)
7. Nordmark (350/372)
8. Niedersachsen (750/829)
9. Westfalen (850/884)
10. Niederrhein (850/851)
11. Mittelrhein (600/646)
12. Hessen (600/610)
13. Südwest (750/766)
14. Baden (550/562)
15. Württemberg (600/543)
16. Bayern (950/1025)

Nach dem Anschluss Österreichs und des Sudetenlandes an das Deutsche Reich kamen 1938 noch zwei weitere Gauligen dazu.
- 17. Ostmark
- 18. Sudetenland

Im Verlauf des Zweiten Weltkrieges wurden in den dem Deutschen Reich angeschlossenen Gebieten neue Gauligen begründet. In der Folge entstanden die folgenden Gauligen.
- 14a. Elsass
- 19. Danzig-Westpreußen
- Wartheland
- Generalgouvernement im besetzten Polen
- Böhmen-Mähren

Im weiteren Verlauf des Krieges wurde die Organisation weiter Auswärtsfahrten zusehends erschwert, was unter anderem an der kriegsbedingten Treibstoffknappheit und dem Mangel an Transportmöglichkeiten lag. Daher unterteilte man die größeren Gaue noch einmal, es wurden
- aus Schlesien die Gauligen Niederschlesien (21.) und Oberschlesien (23.)
- aus Nordmark die Gauligen Hamburg, Schleswig-Holstein und Mecklenburg,
- aus Niedersachsen die Gauligen Weser-Ems, Südhannover-Braunschweig und Osthannover
- aus Mittelrhein die Gauligen Köln-Aachen und Moselland (einschließlich Luxemburg)
- aus den Gauligen Hessen und Südwest die Gauligen Kurhessen, Hessen-Nassau und Westmark (einschließlich Lothringen)
- aus Bayern die Gauligen Nordbayern und Südbayern

Auch andere Gaue wurden in mehreren Staffeln aufgeteilt, deren Sieger jedoch noch vor der Meisterschafts-Endrunde untereinander den Gaumeister ermittelten.
Letztendlich stieg die Zahl der Endrundenteilnehmer auf bis zu 31 an. Ab 1942 wurde daher der Meister auch ohne Gruppenspiele im K.-o.-System ermittelt. Die Gegner wurden einander nicht durch das Los, sondern nach geographischen Gesichtspunkten zugeordnet.

## Meisterschaftsendspiele
| Jahr | Meister                                   | Finalist                                  | Ergebnis                                  | Datum                                     | Spielort                                  | Stadion                                   |
| ---- | ----------------------------------------- | ----------------------------------------- | ----------------------------------------- | ----------------------------------------- | ----------------------------------------- | ----------------------------------------- |
| 1934 | FC Schalke 04                             | 1. FC Nürnberg                            | 2:1                                       | 24. Juni 1934                             | Berlin                                    | Poststadion                               |
| 1935 | FC Schalke 04                             | VfB Stuttgart                             | 6:4                                       | 23. Juni 1935                             | Köln                                      | Müngersdorfer Stadion                     |
| 1936 | 1. FC Nürnberg                            | Fortuna Düsseldorf                        | 2:1 n. V.                                 | 21. Juni 1936                             | Berlin                                    | Poststadion                               |
| 1937 | FC Schalke 04                             | 1. FC Nürnberg                            | 2:0                                       | 20. Juni 1937                             | Berlin                                    | Olympiastadion                            |
| 1938 | Hannover 96                               | FC Schalke 04                             | 3:3 n. V. 4:3 n. V.                       | 26. Juni 1938 3. Juli 1938                | Berlin                                    | Olympiastadion                            |
| 1939 | FC Schalke 04                             | Admira Wien                               | 9:0                                       | 18. Juni 1939                             | Berlin                                    | Olympiastadion                            |
| 1940 | FC Schalke 04                             | Dresdner SC                               | 1:0                                       | 21. Juli 1940                             | Berlin                                    | Olympiastadion                            |
| 1941 | Rapid Wien                                | FC Schalke 04                             | 4:3                                       | 22. Juni 1941                             | Berlin                                    | Olympiastadion                            |
| 1942 | FC Schalke 04                             | First Vienna FC                           | 2:0                                       | 5. Juli 1942                              | Berlin                                    | Olympiastadion                            |
| 1943 | Dresdner SC                               | FV Saarbrücken                            | 3:0                                       | 27. Juni 1943                             | Berlin                                    | Olympiastadion                            |
| 1944 | Dresdner SC                               | LSV Hamburg                               | 4:0                                       | 18. Juni 1944                             | Berlin                                    | Olympiastadion                            |
| 1945 | vorzeitig abgebrochen (Zweiter Weltkrieg) | vorzeitig abgebrochen (Zweiter Weltkrieg) | vorzeitig abgebrochen (Zweiter Weltkrieg) | vorzeitig abgebrochen (Zweiter Weltkrieg) | vorzeitig abgebrochen (Zweiter Weltkrieg) | vorzeitig abgebrochen (Zweiter Weltkrieg) |

## Übersicht aller Gaumeister
| Gauliga                  | 1933/34             | 1934/35                      | 1935/36                      | 1936/37                  | 1937/38                      | 1938/39                      | 1939/40                      | 1940/41                      | 1941/42                      | 1942/43                | 1943/44                      | 1944/45             |
| ------------------------ | ------------------- | ---------------------------- | ---------------------------- | ------------------------ | ---------------------------- | ---------------------------- | ---------------------------- | ---------------------------- | ---------------------------- | ---------------------- | ---------------------------- | ------------------- |
| Ostpreußen               | Preußen Danzig      | Yorck Boyen Insterburg       | SV Hindenburg Allenstein     | SV Hindenburg Allenstein | Yorck Boyen Insterburg       | SV Hindenburg Allenstein     | VfB Königsberg               | VfB Königsberg               | VfB Königsberg               | VfB Königsberg         | VfB Königsberg               | abgebrochen         |
| Pommern                  | Viktoria Stolp      | Stettiner SC                 | Viktoria Stolp               | Viktoria Stolp           | Stettiner SC                 | Viktoria Stolp               | VfL Stettin                  | LSV Stettin                  | LSV Pütnitz                  | LSV Pütnitz            | HSV Groß Born                | abgebrochen         |
| Berlin-Brb.              | BFC Viktoria 1889   | Hertha BSC                   | Berliner SV 1892             | Hertha BSC               | Berliner SV 1892             | Blau-Weiß 90 Berlin          | SC Union Oberschöneweide     | Tennis Borussia Berlin       | Blau-Weiß 90 Berlin          | Berliner SV 1892       | Hertha BSC                   | abgebrochen         |
| Schlesien                | Beuthener SuSV 09   | Vorwärts-Rasensport Gleiwitz | Vorwärts-Rasensport Gleiwitz | Beuthener SuSV 09        | Vorwärts-Rasensport Gleiwitz | Vorwärts-Rasensport Gleiwitz | Vorwärts-Rasensport Gleiwitz | Vorwärts-Rasensport Gleiwitz |                              |                        |                              |                     |
| Niederschlesien          |                     |                              |                              |                          |                              |                              |                              |                              | Breslauer SpVgg 02           | LSV Reinecke Brieg     | STC Hirschberg               | abgebrochen         |
| Oberschlesien            |                     |                              |                              |                          |                              |                              |                              |                              | Germania Königshütte         | Germania Königshütte   | Germania Königshütte         | abgebrochen         |
| Sachsen                  | Dresdner SC         | PSV Chemnitz                 | PSV Chemnitz                 | BC Hartha                | BC Hartha                    | Dresdner SC                  | Dresdner SC                  | Dresdner SC                  | Planitzer SC                 | Dresdner SC            | Dresdner SC                  | abgebrochen         |
| Mitte                    | FC Wacker Halle     | 1. SV Jena                   | 1. SV Jena                   | SV Dessau 05             | SV Dessau 05                 | SV Dessau 05                 | 1. SV Jena                   | 1. SV Jena                   | SV Dessau 05                 | SV Dessau 05           | SV Dessau 05                 | abgebrochen         |
| Nordmark                 | Eimsbütteler TV     | Eimsbütteler TV              | Eimsbütteler TV              | Hamburger SV             | Hamburger SV                 | Hamburger SV                 | Eimsbütteler TV              | Hamburger SV                 | Eimsbütteler TV              |                        |                              |                     |
| Hamburg                  |                     |                              |                              |                          |                              |                              |                              |                              |                              | SC Victoria Hamburg    | LSV Hamburg                  | Hamburger SV        |
| Mecklenburg              |                     |                              |                              |                          |                              |                              |                              |                              |                              | TSG Rostock            | LSV Rerik                    | abgebrochen         |
| Schleswig-Holstein       |                     |                              |                              |                          |                              |                              |                              |                              |                              | Holstein Kiel          | Holstein Kiel                | abgebrochen         |
| Niedersachsen            | Werder Bremen       | Hannover 96                  | Werder Bremen                | Werder Bremen            | Hannover 96                  | VfL Osnabrück                | VfL Osnabrück                | Hannover 96                  | Werder Bremen                |                        |                              |                     |
| Weser-Ems                |                     |                              |                              |                          |                              |                              |                              |                              |                              | SpVgg Wilhelmshaven    | SpVgg Wilhelmshaven          | abgebrochen         |
| Südhannover-Braunschweig |                     |                              |                              |                          |                              |                              |                              |                              |                              | Eintracht Braunschweig | Eintracht Braunschweig       | abgebrochen         |
| Osthannover              |                     |                              |                              |                          |                              |                              |                              |                              |                              |                        | WSV Nebeltruppe Celle        | abgebrochen         |
| Westfalen                | FC Schalke 04       | FC Schalke 04                | FC Schalke 04                | FC Schalke 04            | FC Schalke 04                | FC Schalke 04                | FC Schalke 04                | FC Schalke 04                | FC Schalke 04                | FC Schalke 04          | FC Schalke 04                | abgebrochen         |
| Niederrhein              | VfL Benrath         | VfL Benrath                  | Fortuna Düsseldorf           | Fortuna Düsseldorf       | Fortuna Düsseldorf           | Fortuna Düsseldorf           | Fortuna Düsseldorf           | TuS Helene Altenessen        | Hamborn 07                   | Westende Hamborn       | KSG SpV/48/99 Duisburg       | abgebrochen         |
| Mittelrhein              | Mülheimer SV 06     | VfR Köln 04 rrh.             | Kölner CfR                   | VfR Köln 04 rrh.         | SV Beuel 06                  | SpVgg Sülz                   | Mülheimer SV 06              | VfL Köln 1899                |                              |                        |                              |                     |
| Köln-Aachen              |                     |                              |                              |                          |                              |                              |                              |                              | VfL Köln 1899                | SV Victoria Köln       | KSG VfL 1899/SpVgg Sülz      | abgebrochen         |
| Moselland                |                     |                              |                              |                          |                              |                              |                              |                              | FV Stadt Düdelingen          | Tus Neuendorf          | TuS Neuendorf                | abgebrochen         |
| Hessen                   | Borussia Fulda      | FC Hanau 93                  | FC Hanau 93                  | Spielverein 06 Kassel    | FC Hanau 93                  | CSC 03 Kassel                | CSC 03 Kassel                | Borussia Fulda               |                              |                        |                              |                     |
| Kurhessen                |                     |                              |                              |                          |                              |                              |                              |                              | Reichsbahn SG Borussia Fulda | Spielverein 06 Kassel  | Reichsbahn SG Borussia Fulda | abgebrochen         |
| Hessen-Nassau            |                     |                              |                              |                          |                              |                              |                              |                              | Kickers Offenbach            | Kickers Offenbach      | Kickers Offenbach            | abgebrochen         |
| Südwest                  | Kickers Offenbach   | FC Phönix Ludwigshafen       | Wormatia Worms               | Wormatia Worms           | Eintracht Frankfurt          | Wormatia Worms               | Kickers Offenbach            | Kickers Offenbach            |                              |                        |                              |                     |
| Westmark                 |                     |                              |                              |                          |                              |                              |                              |                              | 1. FC Kaiserslautern         | FV Saarbrücken         | KSG Saarbrücken              | abgebrochen         |
| Baden                    | SV Waldhof Mannheim | VfR Mannheim                 | SV Waldhof Mannheim          | SV Waldhof Mannheim      | VfR Mannheim                 | VfR Mannheim                 | SV Waldhof Mannheim          | VfL Neckarau                 | SV Waldhof Mannheim          | VfR Mannheim           | VfR Mannheim                 | SV Waldhof Mannheim |
| Württemberg              | Union Böckingen     | VfB Stuttgart                | Stuttgarter Kickers          | VfB Stuttgart            | VfB Stuttgart                | Stuttgarter Kickers          | Stuttgarter Kickers          | Stuttgarter Kickers          | Stuttgarter Kickers          | VfB Stuttgart          | SV Göppingen                 | abgebrochen         |
| Bayern                   | 1. FC Nürnberg      | SpVgg Fürth                  | 1. FC Nürnberg               | 1. FC Nürnberg           | 1. FC Nürnberg               | 1. FC Schweinfurt 05         | 1. FC Nürnberg               | TSV 1860 München             | 1. FC Schweinfurt 05         |                        |                              |                     |
| Nordbayern               |                     |                              |                              |                          |                              |                              |                              |                              |                              | 1. FC Nürnberg         | 1. FC Nürnberg               | abgebrochen         |
| Südbayern                |                     |                              |                              |                          |                              |                              |                              |                              |                              | TSV 1860 München       | FC Bayern München            | abgebrochen         |
| Ostmark                  |                     |                              |                              |                          |                              | SK Admira Wien               | SK Rapid Wien                | SK Rapid Wien                | First Vienna FC              | First Vienna FC        | First Vienna FC              | abgebrochen         |
| Sudetenland              |                     |                              |                              |                          |                              | Warnsdorfer FK               | NSTG Graslitz                | NSTG Prag                    | LSV Olmütz                   | MSV Brünn              | NSTG Brüx                    | abgebrochen         |
| Elsaß                    |                     |                              |                              |                          |                              |                              |                              | FC Mühlhausen                | SG SS Straßburg              | FC Mühlhausen          | FC Mühlhausen                | abgebrochen         |
| Danzig-Westpreußen       |                     |                              |                              |                          |                              |                              |                              | Preußen Danzig               | HUS Marienwerder             | SG Neufahrwasser       | LSV Danzig                   | abgebrochen         |
| Wartheland               |                     |                              |                              |                          |                              |                              |                              | LSV Posen                    | SG OrPo Litzmannstadt        | BSG DWM Posen          | BSG SDW Posen                | abgebrochen         |
| Generalgouv.             |                     |                              |                              |                          |                              |                              |                              |                              | LSV Boelcke Krakau           | LSV Adler Deblin       | LSV Mölders Krakau           | abgebrochen         |
| Böhmen-Mähren            |                     |                              |                              |                          |                              |                              |                              |                              |                              |                        | MSV Brünn                    | abgebrochen         |